# Кадирка
Кади́рка (каз. Қадырка) — село у складі Курмангазинського району Атирауської області Казахстану. Входить до складу Єнбекшинського сільського округу.
Населення — 872 особи (2021; 452 у 2009, 526 у 1999, 634 у 1989).